# Radiologisk klassificering av artros
Radiologiska system för att klassificera utbredning av artros varierar för olika leder som undersöks. I artros är det graden av besvär i form av smärta och/eller funktionsnedsättning som avgör valet av behandling, men radiologisk klassificering kan vara användbar inför operation för att planera ingreppet.

## Ryggrad
Det finns flera graderingssystem för degenerativa förändringar av intervertebralleder och fasettleder i cervikala och lumbala kotor, av vilka följande system kan rekommenderas utifrån överensstämmelse mellan olika observatörer: 
- Kellgrens system för cervical diskar och cervicala fasettleder
- Lanes system för lumbala diskar
- Thompsons system för lumbala diskar med MRI
- Pathrias system för lumbala fasettleder med datortomografi
- Weishaupts system för lumbala fasettleder med MRI och datortomografi

| I   | - Minimal anterior osteofytos                                                            |
| II  | - Definitiv anterior osteofytos - Möjligtvis sänkta diskhöjder - En del ändplatt-skleros |
| III | - Måttligt sänkt diskhöjd - Definitiv ändplatt-skleros - Osteofytos                      |
| IV  | - Grav diskhöjds-sänkning - Ändplatt-skleros - Multipla stora osteofyter                 |

| Grad | Diskhöjds-sänkning           | Osteofyter | Scleros     |
| ---- | ---------------------------- | ---------- | ----------- |
| 0    | Ingen                        | Inga       | Ingen       |
| 1    | Definitiv men lindrig        | Små        | Existerande |
| 2    | Måttlig                      | Måttlig    | –           |
| 3    | Grav (obliteration av leden) | Stora      | –           |

Thomsons system anses vara av akademiskt värde snarare än kliniskt.
| Grad | Nucleus                                       | Anulus                                                                 | Ändplatta                                                                                           | Kotkropp                                      |
| ---- | --------------------------------------------- | ---------------------------------------------------------------------- | --------------------------------------------------------------------------------------------------- | --------------------------------------------- |
| I    | Buktande gel                                  | Diskret fibrotiska laminae                                             | Hyalint, jämn tjocklek                                                                              | Rundade kanter                                |
| II   | Perifer vit fibrös vävnad                     | Mucinöst material mellan laminae                                       | Oregelbunden tjocklek                                                                               | Spetsiga kanter                               |
| III  | Konsoliderad fibrös vävnad                    | Extensiv mucinös infiltration; diffus gräns mellan annulus och nukleus | Fokala brosk-defekter                                                                               | Små kondrofyter eller osteofyter vid kanterna |
| IV   | Horizontala skrevor parallellt med ändplattan | Fokala disruptioner                                                    | Brosk och fibros utgående från subkondralt ben; oregelbundenhet och fokal skleros i subkondralt ben | Osteofyter mindre än 2 mm                     |
| V    | Skrevor som genomgår nucleus och anulus       |                                                                        | Diffus skleros                                                                                      | Osteofyter större än 2 mm                     |

## Axel
Systemet av Samilson-Prieto är att föredra vid artros-gradering av axelleden.
| Grad    | Beskrivning |
| ------- | --- |
| Lindrig | Exostos av inferiora humerus och/eller glenoidale på mindre än 3 mm                                                                               |
| Måttlig | Exostosis of inferiora humerus och/eller glenoidale på 3–7 mm, and viss oregelbundenhet i leden.                                                  |
| Grav    | Exostosis av inferiora humerus och/eller glenoidale på mer än 7 mm, samt skleros och förträngning av ledspalten (normal ledspalt är 4–5 mm bred). |

## Höft

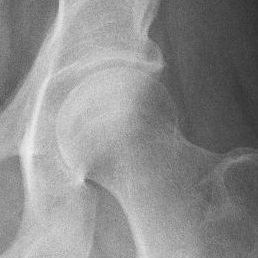
Höftled utan artros.

Det mest använda systemet för att radiologiskt klassificera höftledsartros är enligt Kellgren-Lawrence. Det använder slätröntgen.
| Grad | Beskrivning                                                                                                   |
| ---- | --- |
| 0    | Inga tecken på artros                                                                                         |
| 1    | Möjligtvis förträngning av ledspalten (normal ledspalt är minst 2 mm bred vid övre acetabulum) och osteofyter |
| 2    | Definitiva osteofyter, möjligtvis förträngning av ledspalten                                                  |
| 3    | Multipla osteofyter, definitiv förträngning av ledspalten. Skleros och möjligtvis ben-deformation             |
| 4    | Stora osteofyter. Uttalad ledspalt-förträngning, grav skleros och definitive ben-deformation.                 |

Artros av höftleden kan också klassificeras med Tönnis-systemet. Det finns ingen konsensus om det har bättre eller sämre tillförlitlighet än Kellgren-Lawrence.
| Grad | Beskrivning |
| ---- | --- |
| 0    | Inga tecken på artros |

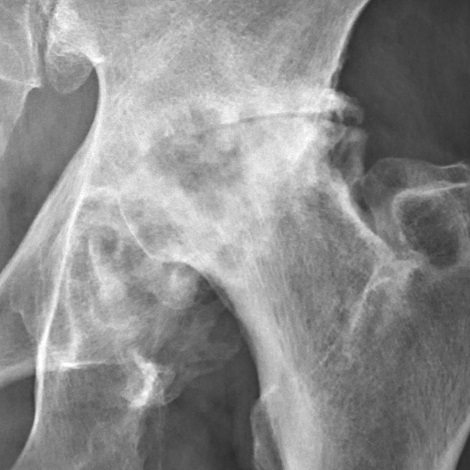
Grav höftartros (Tönnis grad 3).

| 1    | Lindrig: - ökad subkondral skleros - lindrig förträngning av ledspalten (normal ledspalt är minst 2 mm vid superiora acetabulum) - ingen eller lindrig förlust av sfär-formen av caput femoris |
| 2    | Måttlig: - små bencystor - måttlig förträngning av ledspaten - måttlig förlust av caputs sfär-form                                                                                             |
| 3    | Grav: - stora bencystor - grav ledspalt-förträngning, eller utplånad ledspalt - grav deformation av caput                                                                                      |

## Knä
Det vedertagna systemet i Sverige för gradering av knä-artros är enligt Ahlbäck. Detta system, tillsammans med IKDC-systemet som beskrivs nedan, har bäst kombination av å ena sidan precision mellan olika observatörer, och å andra sidan korrelation till fynd vid artroskopi.
| Grad | Fynd |
| ---- | --- |
| I    | Förtunnad ledspalt, med eller utan subkondral skleros. Förtunning är i det här systemet definierat som en ledspalt på under 3 mm bredd, eller mindre än hälften av spalten i andra kompartment, eller mindre än hälften av motsvarande kompartment i andra knät. |
| II   | Obliteration av ledspalten |
| III  | Ben-attrition på mindre än 5 mm |
| IV   | Ben-attrition på mellan 5 och 10 mm |
| V    | Ben-attrition på Bone defect/loss >10 mm, often with subluxation and arthritis of the other compartment |

Ett annat system är International Knee Documentation Committee (IKDC) system, som har jämförbar precision mellan observatörer och korrelation till artroskopi-fynd, och är dessutom mer detaljerad i tidig artros, då Ahlbäck-systemet går relativt snabbt till att gradera utbredningen av ben-attrition. IKDC-systemet framtogs av en grupp knä-kirurger från Europa och Amerika som träffades 1987 för att ta fram ett standardiserat mått för att utvärdera resultat efter knäligament-rekonstruktion. System som visats ha lägre precision mellan olika observatörer och/eller korrelation till artroskopi-fynd är de som är utvecklade av Kellgren-Lawrence, Fairbank, Brandt, och Jäger-Wirth.
| Grad | Fynd                                                                                        |
| ---- | ------------------------------------------------------------------------------------------- |
| A    | Ingen ledspalt-förtunning, definierat i detta system som minst 4 mm bred ledspalt           |
| B    | Minst 4 mm bred ledspalt, men små osteofyter, lindrig skleros, eller utplattad femur-kondyl |
| C    | 2–4 mm bred ledspalt                                                                        |
| D    | <2 mm bred ledspalt                                                                         |

För femoro-patellära leden så använder ett system, av Merchant 1974, en 45° "skyline"-projektion av patella:
| Stadium            | Beskrivning                                                |
| ------------------ | ---------------------------------------------------------- |
| 1 (lindrig)        | Patellofemoral ledspalt > 3mm                              |
| 2 (måttlig)        | Ledspalt < 3 mm men ingen ben-kontakt                      |
| 3 (uttalad)        | Ben-ytor i kontakt över mindre än en fjärdedel av led-ytan |
| 4 (mycket uttalad) | Ben-kontakt över hela ledytan                              |

## Andra leder
- I käkleden har subchondral scleros i mandibulära kondylen beskrivits som en tidig förändring, medan utplattning av kondylen har beskrivits som ett tecken på progressiv artros, och förtunning av temporomandibulära ledspalten som en förändring i sent stadium.[14] En ledspalt-bredd på mellan 1,5 och 4 mm anses som normalt.[15]
- För fotleden så har systemet av Kellgren-Lawrence rekommenderats, liksom beskrivet för höftleden.[16] De normal ledspalt-avstånden i fotleden är:[17]
  - Talus - mediala malleolen : 1.70 ± 0.13 mm
  - Talus – tibia-plafonden: 2.04 ± 0.29 mm
  - Talus - laterala malleolen: 2.13 ± 0.20 mm